# The Rough and the Smooth
The Rough and the Smooth, título alternativo: Portrait of a Sinner (Brasil: Retrato de uma Pecadora ) é um filme britânico de 1959, do gênero drama, dirigido por Robert Siodmak e estrelado por Nadja Tiller, Tony Britton, William Bendix e Edward Chapman. Um arqueólogo tem um caso com uma mulher alemã, colocando o seu noivado com outra mulher em perigo.
Foi baseado em um romance de Robin Maugham.

## Elenco
- Nadja Tiller ... Ila Hansen
- Tony Britton ... Mike Thompson
- William Bendix ... Reg Barker
- Natasha Parry ... Margaret Goreham
- Norman Wooland ... David Fraser
- Donald Wolfit ... Lord Drewell
- Tony Wright ... Jack
- Adrienne Corri ... Jane Buller
- Joyce Carey ... Sra. Thompson
- John Welsh ... Dr. Thompson
- Martin Miller ... Piggy
- Michael Ward ... Headwaiter
- Edward Chapman ... Willy Catch
- Norman Pierce

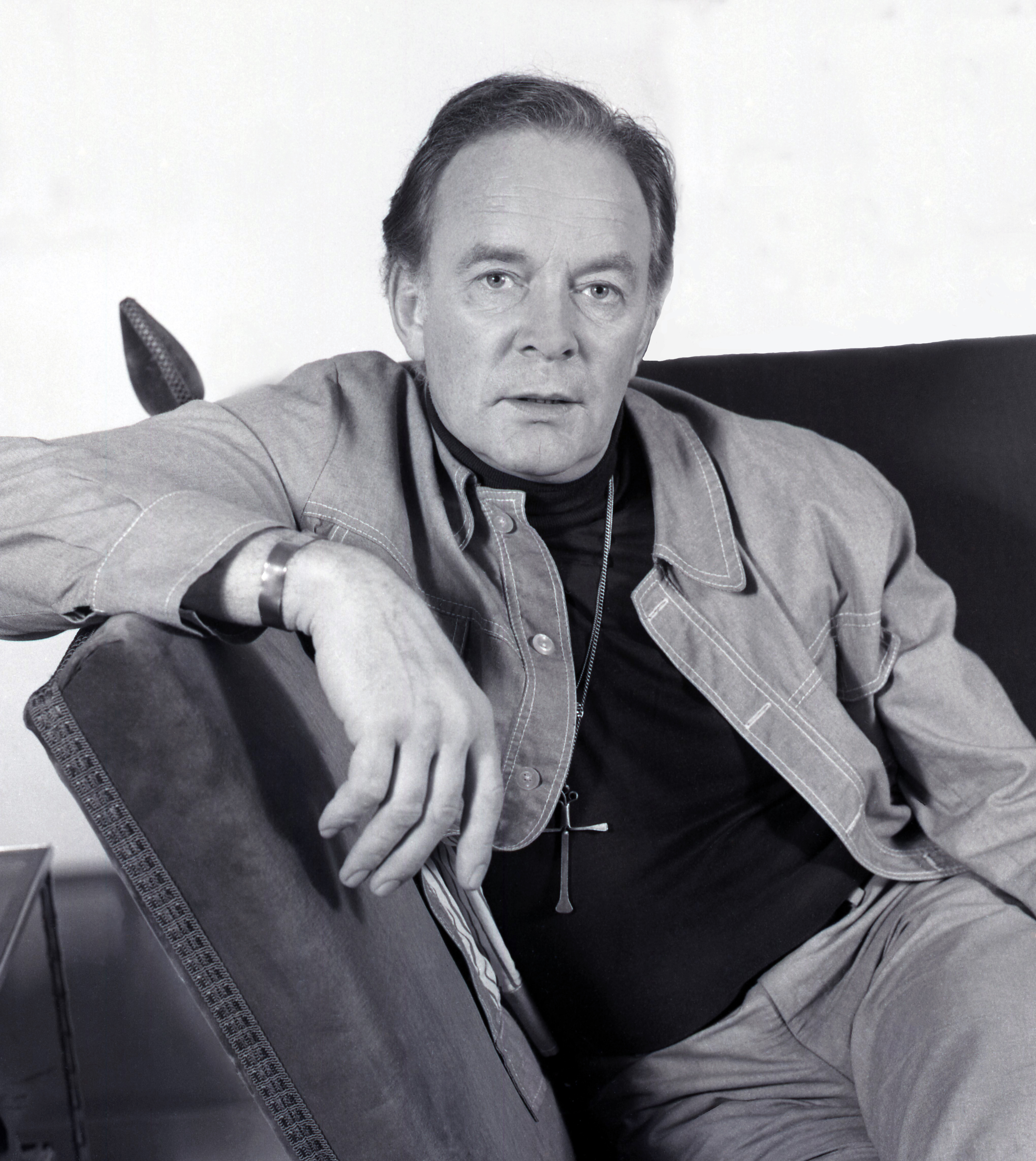
Tony Britton

- Beatrice Varley ... Gerente do Hotel